# Oomyzus gallerucae
Oomyzus gallerucae är en stekelart som först beskrevs av Etienne Laurent Joseph Hippolyte Boyer de Fonscolombe 1832.  Oomyzus gallerucae ingår i släktet Oomyzus och familjen finglanssteklar. Arten är reproducerande i Sverige. Inga underarter finns listade i Catalogue of Life.